# Charlie Weber
Charles „Charlie“ Alan Weber, Jr. (* 20. September 1978 in Jefferson City, Missouri) ist ein US-amerikanischer Schauspieler.

## Leben
Sein Interesse für das Schauspiel entdeckte Charlie Weber bereits in seiner Zeit an der Highschool. Nach seinem Abitur besuchte er ein Jahr lang ein College, jedoch brach er dieses ab und zog mit 19 Jahren nach New York City.
Seine Karriere begann er 2000 im Film Der Club der gebrochenen Herzen. Im selben Jahr folgte die Rolle des Ben in Buffy – Im Bann der Dämonen an der Seite von Sarah Michelle Gellar, durch welche er Bekanntheit erlangte. Nach einem Gastauftritt in Charmed – Zauberhafte Hexen und im Film Eiskalte Engel 3, erschien er in fünf Folgen der Serie Everwood. In dem 2003 erschienenen Film Gacy übernahm Charlie Weber die Rolle des Tom Novacs. 2010 verkörperte er, nach Auftritten in CSI: NY, Veronica Mars, CSI: Miami, CSI: Vegas, Reaper – Ein teuflischer Job und Dr. House, den Jack in Beilight – Bis(s) zum Abendbrot. Nach weiterem Erscheinen in Serien wie Burn Notice und Bones – Die Knochenjägerin erlangte Weber 2012 die Rolle des Todd in der MTV-Serie Underemployed. Auch war er 2013 als Halbbruder der Serienfiguren von Shenae Grimes und AnnaLynne McCord im Beverly Hills, 90210-Spin-offs 90210 mit von der Partie. Eine Hauptrolle hat er seit September 2014 in der von Shonda Rhimes für den Sender ABC produzierten Serie How to Get Away with Murder inne.
Im Februar 2015 gab Weber bekannt, sich vor rund einem Jahr verlobt zu haben. Die Hochzeit von ihm und seiner Frau Giselle fand am 21. April 2015 statt. Anfang Februar 2016 reichte Weber die Scheidung ein. Außerdem ist er aus einer früheren Beziehung Vater einer Tochter.

## Filmografie (Auswahl)
- 2000: Der Club der gebrochenen Herzen (The Broken Hearts Club: A Romantic Comedy)
- 2000–2001: Buffy – Im Bann der Dämonen (Buffy the Vampire Slayer, Fernsehserie, 14 Folgen)
- 2001: Charmed – Zauberhafte Hexen (Charmed, Fernsehserie, Folge 4x06)
- 2003: Gacy (Tom Kovacs)
- 2003–2004: Everwood (Fernsehserie, 5 Folgen)
- 2004: Eiskalte Engel 3 (Cruel Intentions 3)
- 2006: CSI: NY (Fernsehserie, Folge 2x23)
- 2006: Veronica Mars (Fernsehserie, Folge 3x07)
- 2007: CSI: Miami (Fernsehserie, Folge 5x13)
- 2007: CSI: Vegas (CSI: Crime Scene Investigation, Fernsehserie, Folge 7x18)
- 2009: Reaper – Ein teuflischer Job (Reaper, Fernsehserie, Folge 2x11)
- 2010: Dr. House (House, Fernsehserie, Folge 6x18)
- 2010: Beilight – Bis(s) zum Abendbrot (Vampires Suck)
- 2011: Burn Notice (Fernsehserie, 2 Folgen)
- 2011: State of Georgia (Fernsehserie, 2 Folgen)
- 2011: Bones – Die Knochenjägerin (Bones, Fernsehserie, Folge 7x05)
- 2012–2013: Underemployed (Fernsehserie, 12 Folgen)
- 2013: 90210 (Fernsehserie, 7 Folgen)
- 2013: Warehouse 13 (Fernsehserie, Folge 4x16)
- 2014–2020: How to Get Away with Murder (Fernsehserie, 90 Folgen)
- 2016: Jarhead 3 – Die Belagerung (Jarhead: The Siege)
- 2020: After Truth (After We Collided)
- 2022: Panama – The Revolution is Heating Up (Panama)
- 2024: The Painter